# Tarucus clathratus
Tarucus clathratus är en fjärilsart som beskrevs av Holland 1891. Tarucus clathratus ingår i släktet Tarucus och familjen juvelvingar. Inga underarter finns listade i Catalogue of Life.